# Бідун
Бідун (Бінду) (д/н — 673/681) — худат (володар) Бухарської держави в 655/659—673/681 роках. У різних історичних джерелах також названий Нідун, Садун або Бандун.

## Життєпис
Ймовірно був тюрком за походженням. Слушно висувається версія, що Бідун є спотвореним тюркським титулом тудун. У середньовічного бухарського історика Джафара Наршахі є згадка, що тудун області Чач рушив на допомогу Бухарі. За іншою версією міг бути тудуном Пайкенду. Тож припускають, що Бідун після занепаду Західнотюркського каганату в середині 650-х років рушив до Бухари, де в цей час панував худат (володар) Мах. Невідомо чи повалив Бідун останнього або той вже помер й Бухара опинилася в стані розгардіяжу.
Бідун прийняв титул бухархудат. Відновив цитадель Арк і звів нові укріплення навколо Бухари. Зумів підкорити увесь Бухарський Согд, приєднавши міста-держави Ромітан, Джандар, Каган, Вабкент і Каракуль.
Переважно відомий війнами проти арабських загарбників. У 673 році Бухарську державу атакував Убадайлах ібн Зіяд, валі Хорасану, який захопив Ромітан, частину земель Пайкенду, підійшовши 674 року до Бухари. За різними свідченнями Бінду загинув в битві біля столиці або відкупився, уклавши мирну угоду. За іншими відомостями бухархудат помер напередодні вторгнення Убайдаллаха або загинув у битві з арабським військовиком Салмом ібн Зіядом у 681 році. Йому спадкував син Туксбада.